# Jonas Bösiger
Jonas Bösiger (Aarau, 5 aprile 1995) è uno snowboarder svizzero.

## Biografia
Specializzato in big air, slopestyle e halfpipe, Jonas Bösiger ha esordito a livello internazionale il 27 ottobre 2011 classificandosi 52⁰ nell'halfpipe di Coppa Europa tenutosi a Saas-Fee. Ai Campionati mondiali juniores di snowboard 2013 ha vinto la medaglia di bronzo nello slopestyle e ha chiuso in 31ª posizione l'halfpipe. Ha esordito in Coppa del Mondo il 10 novembre 2012 arrivando 30⁰ nel big air di Anversa. Il 20 dicembre 2015 ha ottenuto il primo podio nel massimo circuito, classificandosi 2⁰ nel big air di Istanbul, e il 23 ottobre 2021 la prima vittoria, nella stessa disciplina, a Coira.
In carriera ha preso parte a due edizioni dei Giochi olimpici invernali e a sette dei Campionati mondiali di snowboard.

## Palmarès

### Mondiali juniores
- 1 medaglia:
  - 1 bronzo (slopestyle a Erzurum 2013)

### Coppa del Mondo
- Miglior piazzamento in classifica generale: 9° nel 2018
- Miglior piazzamento nella Coppa del Mondo di big air: 2° nel 2022
- Miglior piazzamento nella Coppa del Mondo di slopestyle: 16° nel 2020
- 5 podi:
  - 1 vittoria
  - 3 secondi posti
  - 1 terzo posto

#### Coppa del Mondo - vittorie
| Data            | Luogo | Paese    | Disciplina |
| --------------- | ----- | -------- | ---------- |
| 23 ottobre 2021 | Coira | Svizzera | BA         |

Legenda:

BA = Big air